# 吉隆坡四季酒店
吉隆坡四季酒店（英語：Four Seasons Place Kuala Lumpur），位於馬來西亞吉隆坡城中城，是一棟住商混合大樓，毗鄰吉隆坡雙峰塔，樓高342.5公尺，共75樓，係馬來西亞第六高建築及全球第三高五星級酒店，擁有236間客房及套高級公寓及3萬平公尺的商場。酒店由四季酒店集團管理，是馬來西亞第二間四季酒店，於2018年11月開幕。

## 四季名店購物中心

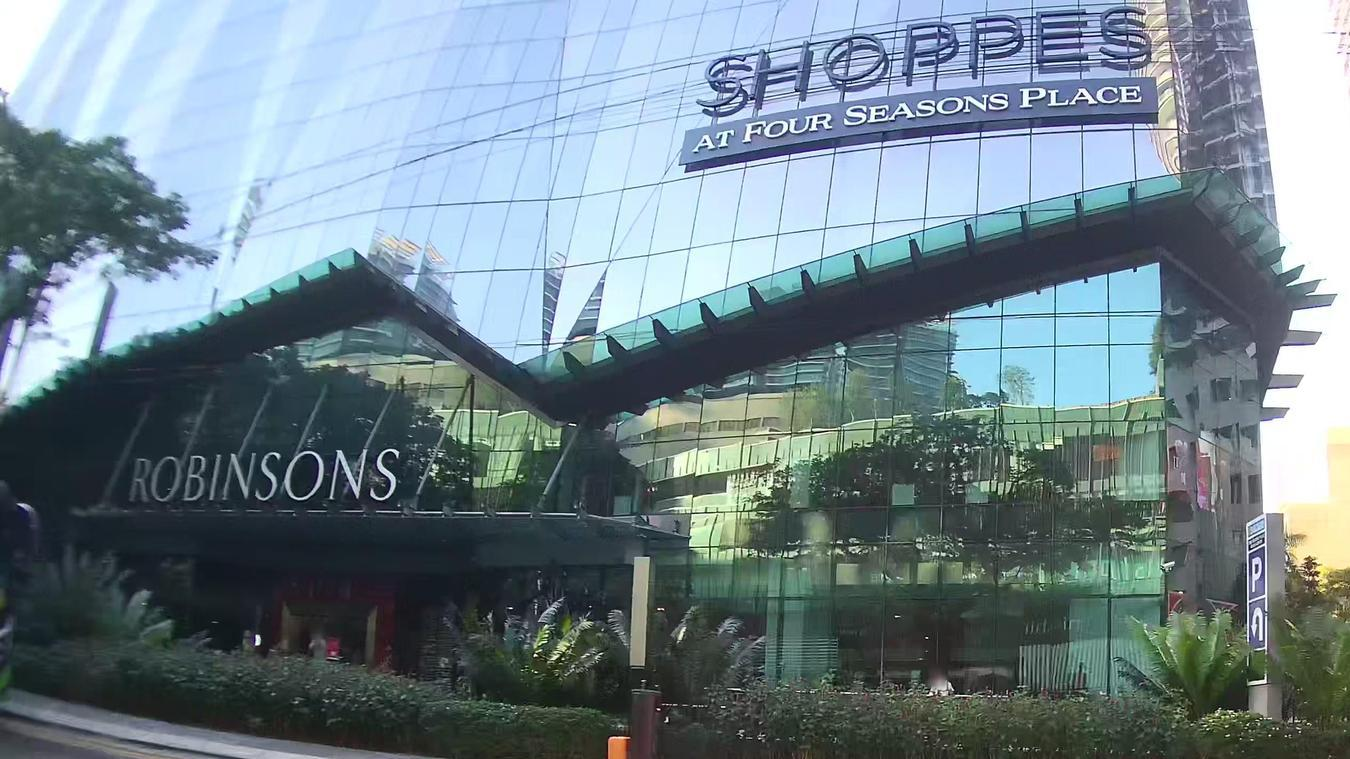
四季名店購物中心

「四季名店購物中心」（Shoppes at Four Seasons Place）樓高六層，位於酒店大樓底部，主要租戶為來自新加坡的羅敏申百貨公司（Robinsons），惟在2020年，因不敵新冠疫情所造成之影響，而倒閉。來自法國的大型連鎖體育用品專賣-迪卡儂則在羅敏申百貨公司開設其在馬來西亞的旗艦店。

## 交通
酒店出口鄰近輕快鐵5 格拉那再也綫格拉那再也線 KJ10 吉隆坡城中城站。

## 外部連結
- 吉隆坡四季酒店 （页面存档备份，存于）